# 27 lần cưới
27 lần cưới (tựa gốc tiếng Anh: 27 Dresses, Hăm bảy bộ đầm) là phim điện ảnh hài lãng mạn của Mỹ năm 2008 do Anne Fletcher đạo diễn. Phim có sự tham gia của Katherine Heigl và James Marsden. Phim được phát hành ngày 10 tháng 1 năm 2008 tại Úc, 18 tháng 1 năm 2008 tại Hoa Kỳ và 14 tháng 8 năm 2008 tại Việt Nam.